# Unity (spelmotor)
Unity är en multiplattform spelmotor som utvecklats av Unity Technologies och används för att utveckla spel för persondatorer, konsoler, mobila enheter och webbsidor. Några av de mest kända spelen som är gjorda i Unity är Pokémon Go, Monument Valley, Call of Duty: Mobile, Beat Saber, Cuphead och Stick With It.
Ett antal plattformar stöds av Unity, bland annat: Android, iOS, Linux, Mac OS, Nintendo Switch, PlayStation 4, PlayStation 5, Windows och Xbox One.